# HARD WORKER/NEWSPAPER
『HARD WORKER/NEWSPAPER』（ハード ワーカー/ニュースペーパー）は、日本のロックバンドSOPHIAの18枚目のシングル。

## 概要
- 2002年第1弾シングル。SOPHIAの作品としては初めて外部でのプロデューサー岡村靖幸を迎えた。
- この曲は英語で歌っているが、日本語で聴こえるようになっている。PVには日本語の字幕が流れる。
- この曲で『ミュージックステーション』に出演した際、タモリから「空耳アワー」のジャンパーが欲しいと発言したところ、番組終了後、タモリから直接渡された。
- ジャケットは、ブラックバックに骸骨がショベルで穴を掘るイラスト入りである。

## 収録曲
1. HARD WORKER
2. NEWSPAPER
3. NEWSPAPER (Yasuyuki Okamura ver.) ＊初回盤のみ
4. 生涯労働行進曲（「HARD WORKER」の日本語バージョン）
5. HARD WORKER (Instrumental)

## 楽曲の収録アルバム
- 夢 (#1)
- ALL SINGLES「A」 (#1)